# Melissa & Joey
A Melissa & Joey 2010-től 2015-ig futott amerikai televíziós filmsorozat, amelynek alkotói David Kendall és Bob Young. A zeneszerzői Danny Lux és Michael Reola, a főszereplői Melissa Joan Hart és Joey Lawrence. A tévéfilmsorozat a Disney–ABC Domestic Television forgalmazásában jelent meg. Műfaját tekintve szituációs komédiasorozat. Az Egyesült Államokban 2010. augusztus 17-étől az ABC Family csatorna vetítette, Magyarországon 2012. január 21-étől az M1 sugározta az első évadot. A sorozat Mel Burke önkormányzati képviselő és Joe Longo dadus hétköznapjait mutatja be.
Az ABC megerősítette, hogy lesz második évad is. 2012 augusztusában bejelentették, hogy készül a harmadik évad is, amelyet 2013. május 29.-én mutattak be. 2013. május 28.-án az ABC Family bejelentette, hogy a harmadik évad 20 további epizódot kap, illetve berendelték a negyedik évadot is. 2015 februárjában az ABC Family bejelentette, hogy nem lesz ötödik évad, eltörlik a sorozatot. A sorozat utolsó epizódja 2015. augusztus 5.-én volt. 

## Áttekintés
Mel egy helyi politikus, aki politikuscsaládból származik. A nővére egy sikkasztási botrány után börtönbe kerül, a sógora pedig szökésben van, Mel unokaöccse, Ryder és unokahúga, Lennox egyedül marad, Mel magához veszik őket, és gondoskodik róluk. Joe is áldozata a sikkasztásnak, ezért csődbe került, most munkát keres. Mel egyedül nem bír el a két kamasszal, ezért hirdetést ad fel azzal a céllal, hogy dadust keressen. Joe azonnal jelentkezik az állásra, hosszú gondolkodás után végül Mel felveszi őt.

## Főbb karakterek
- Stephanie Krause (Lucy DeVito) – Mel jogi asszisztense, gyakornokként dolgozik a hivatalban. A 7. résztől kezdve szerepel. Hiperaktív és állandóan különféle interjúkat szervez Mel számára. Nem titkoltan tetszik neki Joe.
- Rhonda Cheng (Elizabeth Ho) – Mel sajtótitkára. Elég szeleburdi teremtés, de Mel hű barátnője, és mindig megpróbálja ellátni randizós/családnevelős tanácsokkal.
- Tiffany (Megan Hilty) – Joe exfelesége, először a 13. epizódban tűnik fel. A válást követően sokáig nem találkoznak, majd egy se veled, se nélküled kapcsolat kezdődik, amelyet a legkülönfélébb helyeken eltöltött légyottok tűzdelnek meg.
- Holly Rebeck (Rachel G. Fox) – Ryder agresszív barátnője. Gyakran manipulálja Rydert, féltékeny és beképzelt, de Ryder engedelmeskedik neki.
- George Karpelos Jr. (Scott Michael Foster) – Mel 24 éves szeretője. A 21. epizódtól kezdve szerepel. Független üzleti vállalkozó, nagyon szeret biciklizni. George-nak Olaszországba kell mennie egy üzlet miatt, emiatt pedig csak távkapcsolatot tud fenntartani Mellel.
- Russell Burke (Christopher Rich) – Mel édesapja, szenátor. Hajlamos arra, hogy beégesse Melt Ryder és Lennox előtt.

## Magyar vetítés
A sorozatot 2012. január 21-étől minden szombaton 13:35 perctől vetíti az M1. 2015-től az első három évadot újra műsorra tűzte az M2 Petőfi TV. 2017. október 3-ától a Comedy Central Family vetíti.

## Fordítás
- Ez a szócikk részben vagy egészben  a   Melissa & Joey (TV series) című angol nyelvű Wikipédia-szócikk fordításán alapul.  Az eredeti cikk szerkesztőit annak laptörténete sorolja fel. Ez a jelzés csupán a megfogalmazás eredetét és a szerzői jogokat jelzi, nem szolgál a cikkben szereplő információk forrásmegjelöléseként.